# Sheila Chelangat
Pour les articles homonymes, voir Chelangat.
Sheila Chelangat, née le 11 avril 1998, est une athlète kényane.

## Carrière
Sheila Chelangat est médaillée de bronze du 3 000 mètres aux Championnats du monde d'athlétisme jeunesse 2015 à Cali et quatrième de la finale junior des Championnats du monde de cross-country 2017 à Kampala.
Elle dispute le 10 000 mètres féminin aux Jeux olympiques d'été de 2020 à Tokyo.